# I racconti sensuali di Cicciolina
I racconti sensuali di Cicciolina è un film pornografico del 1986 diretto da Riccardo Schicchi.
Settima pellicola diretta dal regista Riccardo Schicchi e quinto pornografico interpretato dall'attrice Ilona Staller, riscosse un grande successo.

## Trama
Cicciolina scrive sul suo diario, ricordando le sue esperienze sessuali, come quella volta nella quale era il fulcro principale in un'orgia all'aperto, quella dove fece l'amore in chiesa vestita da suora con tre uomini mascherati (ai quali si aggiunse poi un'altra suora) e quella in cui, indossando abiti fetish, copulò in un sotterraneo con un uomo, al quale se ne aggiunsero di più man mano.